# Liste des évêques de Portland
Liste des évêques de Portland
Le diocèse de Portland (Dioecesis Portlandensis), dans le Maine, est créé le 29 juillet 1853, par détachement de celui de Boston.

## Sont évêques
- 29 juillet 1853-23 janvier 1855 : siège vacant
- 23 janvier 1855-† 5 novembre 1874 : David Bacon (David William Bacon)
- 12 février 1875-† 5 août 1900 : James Healy (James Augustine Healy)
- 22 avril 1901-21 février 1906 : William O'Connell (William Henry O'Connell)
- 3 août 1906-† 12 mai 1924 : Louis Walsh (Louis Sébastian Walsh)
- 29 mai 1925-29 octobre 1931 : John Murray (John Grégory Murray)
- 13 mai 1932-† 8 septembre 1955 : Joseph Ier McCarthy (Joseph Edward McCarthy)
- 9 septembre 1955-† 15 septembre 1969 : Daniel Feeney (Daniel Joseph Feeney)
- 15 septembre 1969-2 avril 1974 : Peter Gerety (Peter Léo Gerety)
- 16 octobre 1974-27 septembre 1988 : Edward O'Leary (Edward Cornelius O'Leary)
- 27 décembre 1988-10 février 2004 : Joseph II Gerry (Joseph John Gerry)
- 10 février 2004-29 mai 2012 : Richard Malone (Richard Joseph Malone)
- 29 mai 2012-18 décembre 2013[1] : siège vacant
- 18 décembre 2013-13 février 2024[1] : Robert Peter Deeley
- depuis le 13 février 2024 : James Thomas Ruggieri

## Sources
- L'ANNUAIRE PONTIFICAL, sur le site http://www.catholic-hierarchy.org, à la page